# Royaume de Tarumanagara
358–689
Entités précédentes :
- Salakanagara

Entités suivantes :
- Sriwijaya
- Royaume de Sunda
- Royaume de Galuh

Le royaume de Tarumanagara était situé dans l'actuelle province indonésienne de Java occidental. Il avait vraisemblablement pour centre la région qui s'étend entre Jakarta, la capitale de l'Indonésie, et la ville de Bekasi à l'est. C'est le plus ancien royaume de l'île de Java connu à ce jour.
L'existence de ce royaume est attestée par sept inscriptions en sanskrit trouvées dans l'ouest de Java. La paléographie a permis de les dater des environs de 450 ap. J.-C. Elle ne mentionne qu'un nom de roi, Purnawarman. On pense que sa capitale se trouvait, soit dans le district de Tugu dans le nord de Jakarta, soit à Bekasi, à environ 40 km à l'est de Jakarta.
Le nom de "Taruma" a survécu dans celui du fleuve Citarum, "la rivière de l'indigo", qui se jette dans la mer à l'est de Jakarta. L'indigo était en effet un des produits qu'exportait cette région, en particulier vers l'Inde.

## Archéologie

### Batujaya

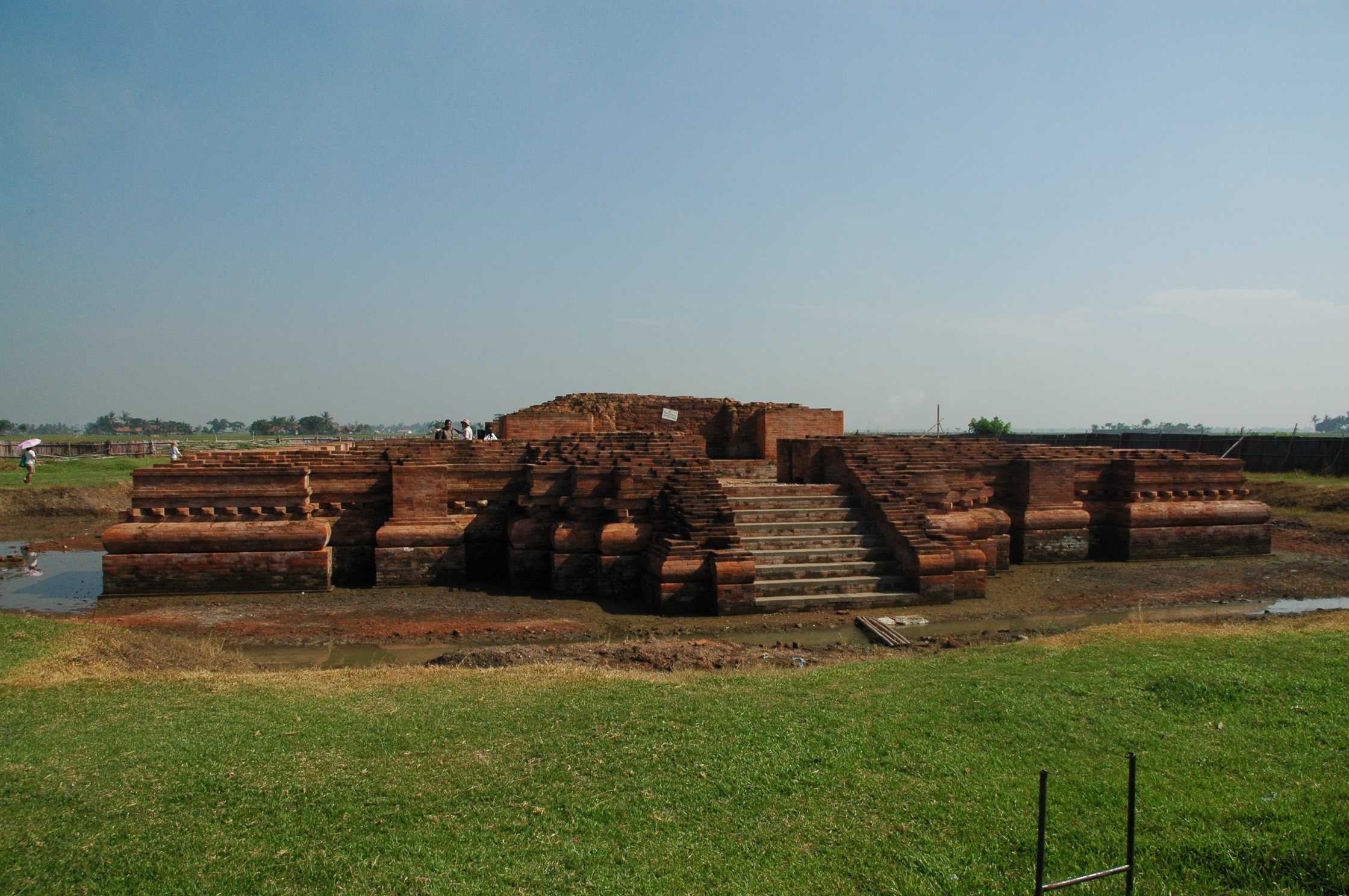
Le Candi Blandongan à Batujaya

Le site de Batujaya, situé à l'est de Jakarta, la capitale de l'Indonésie, dans le kabupaten de Karawang dans la province de Java occidental, a été examiné pour la première fois par des experts en 1984. Il s'étend sur une zone de 5 km2 et a révélé quelque 20 structures enfouies dans des tumuli que les habitants de la région appellent unur.

### Cibuaya

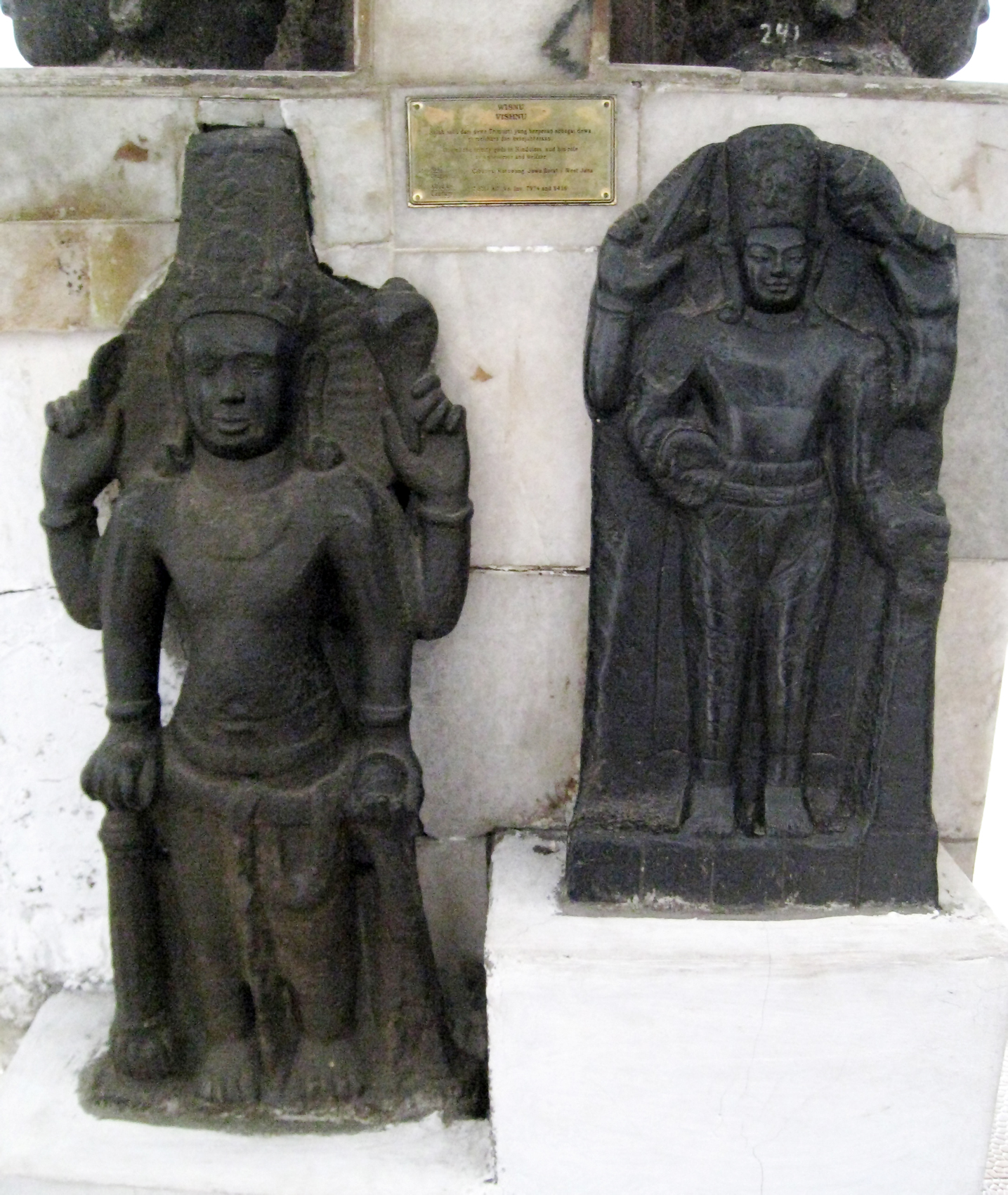
Statues de Vishnou découvertes sur le site de Cibuaya, datées du VIIe ou VIIIe siècles et attribuées au royaume de Tarumanagara

On a découvert en 1952, sur le site de Cibuaya, situé près de la mer, à l'est de Jakarta, une statue du dieu hindou Vishnou. En 1957 puis en 1975, deux autres statues de Vishnou ont été découvertes. On les a datées des VIIe et VIIIe siècles. On peut les voir au Musée national d'Indonésie à Jakarta.
À proximité des statues, cinq sites archéologiques ont été découverts, révélant des constructions religieuses de rite hindouiste. Le seul monument visible actuellement est le Candi Cibuaya II, découvert en 1984. Il se présente sous la forme d'un tumulus de 9 m de côté et 2 m de haut, au sommet duquel se trouve un lingam de 1 m de haut et 0,40 m de diamètre. Une porte et un escalier ouvrant vers l'est montre qu'il s'agit d'un monument shivaïte.

### Inscriptions

#### Tugu

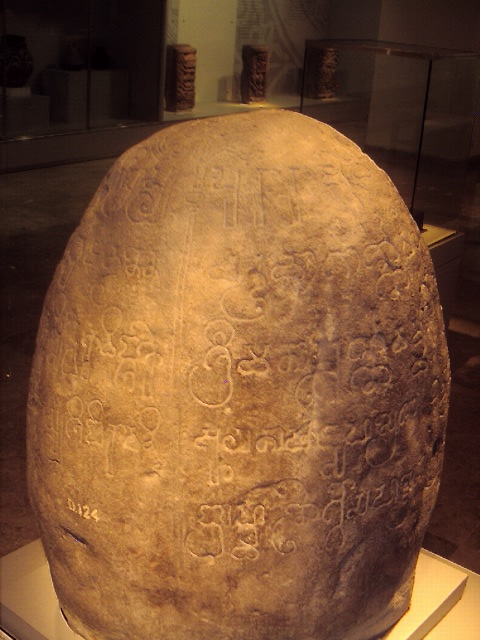
L'inscription de Tugu

L'inscription de Tugu a été découverte en 1879 dans le village de Batu Tumbuh. Le nom du village signifie "pierre qui a poussé". Elle est apparue après une période d'un mois de pluie, vraisemblablement avec l'érosion causée par la pluie. Écrite en alphabet pallava et en langue sanskrite, l'inscription fait la louange du roi Purnawarman de Tarumanagara. Elle raconte qu'il fit creuser en 21 jours jusqu'à la mer un canal de 11 km appelé “Gomati” passant par la propriété de prêtres, que le roi récompensa de 1 000 vaches. Elle décrit un autre canal appelé "Candrabhaga". Son texte est le suivant :
Pura rajadhirajena guruna pinabhahuna khata khyatam purin phrapya
Candrabhagarnavam yayau pravarddhamanadwavincadvatsa (re) crigunaujasa narendradhvajbhunena (bhuten)
Crimata Purnnavarmmana prarabhya Phalgune(ne) mase khata krshnatashimithau Caitracuklatrayodcyam dinais siddhaikavinchakai(h)
Ayata shatsahasrena dhanusha(m) sacaten ca dvavincena nadi ramya Gomati nirmalodaka pitamahasya rajarshervvidarya cibiravanim
Bhrahmanair ggosahasrena(na) prayati krtadakshino
qu'on traduit par :
"Autrefois, sur l'ordre du roi des rois Sa Majesté Purnawarman, éminent au-dessus des rois dans le bonheur et le mérite, dans la vingtième année de son règne glorieux, a été effectué le creusement dans le fleuve Candrabhaga, après que ce fleuve fut passé par la célèbre capitale et avant qu'il ne se jette dans la mer. Ce creusement a été commencé le huitième jour de la lune du mois de Phalguna et a été achevé le treizième jour de la pleine lune du mois de Citra, pendant vingt-et-un jours. Le nouveau canal à l'eau claire s'appelle le fleuve Gomati, il coule le long de 6 122 arcs, passe par la résidence des prêtres du roi qui sont révérés comme des ancêtres avec les brahmanes. À ces prêtres il a été offert mille vaches."
On pense que ces deux canaux, Candrabhaga et Gomati, étaient situés près de l'actuel fleuve Cakung et avaient pour fonction, soit la régulation des inondations (encore nombreuses de nos jours) ou l'irrigation des champs. De la balle de riz a en effet été trouvée dans le mélange utilisé pour fabriquer les briques des temples trouvées sur les sites de Batujaya et Cibuaya découverts dans la région de Karawang à l'est de Jakarta.

#### Ciaruteun

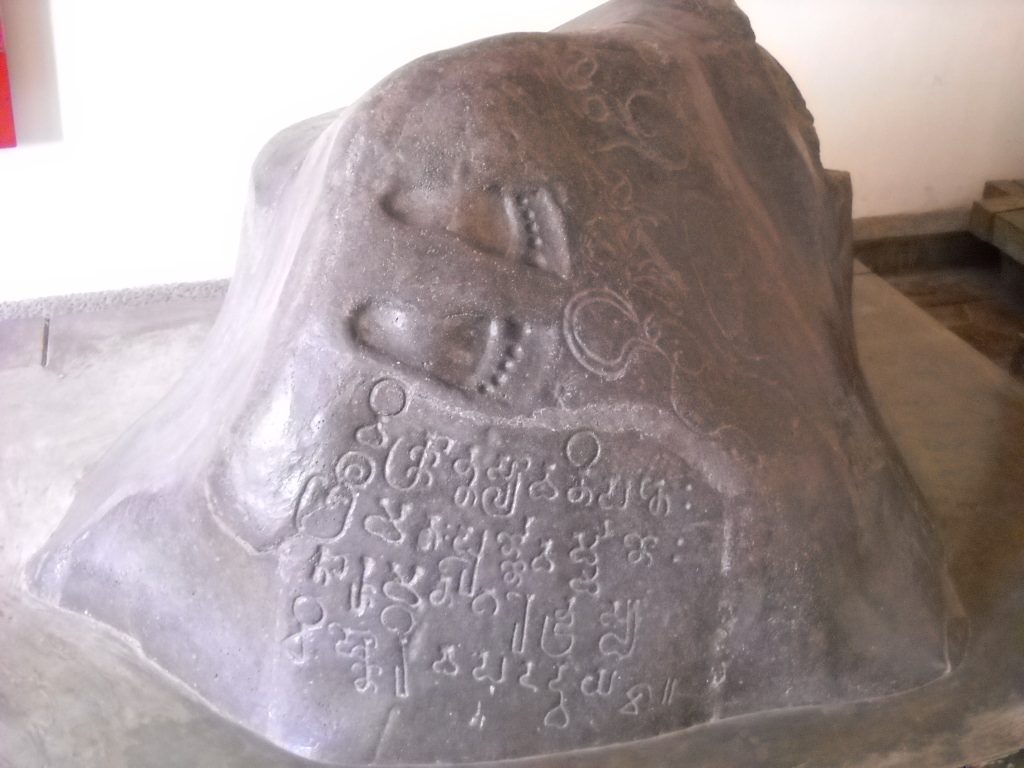
L'inscription de Ciaruteun

Près de Bogor, au sud de Jakarta, dans la rivière Ciaruteun, se trouve un rocher de 8 tonnes. Il a été découvert en 1863 dans le village de Kampung Muara et porte une inscription de quatre lignes écrites en alphabet pallava, et deux empreintes de pied. L'inscription de Ciaruteun (id) explique que les empreintes sont semblables à celle du dieu hindou Vishnu et appartiennent au roi Purnawarman.

#### Kebon Kopi

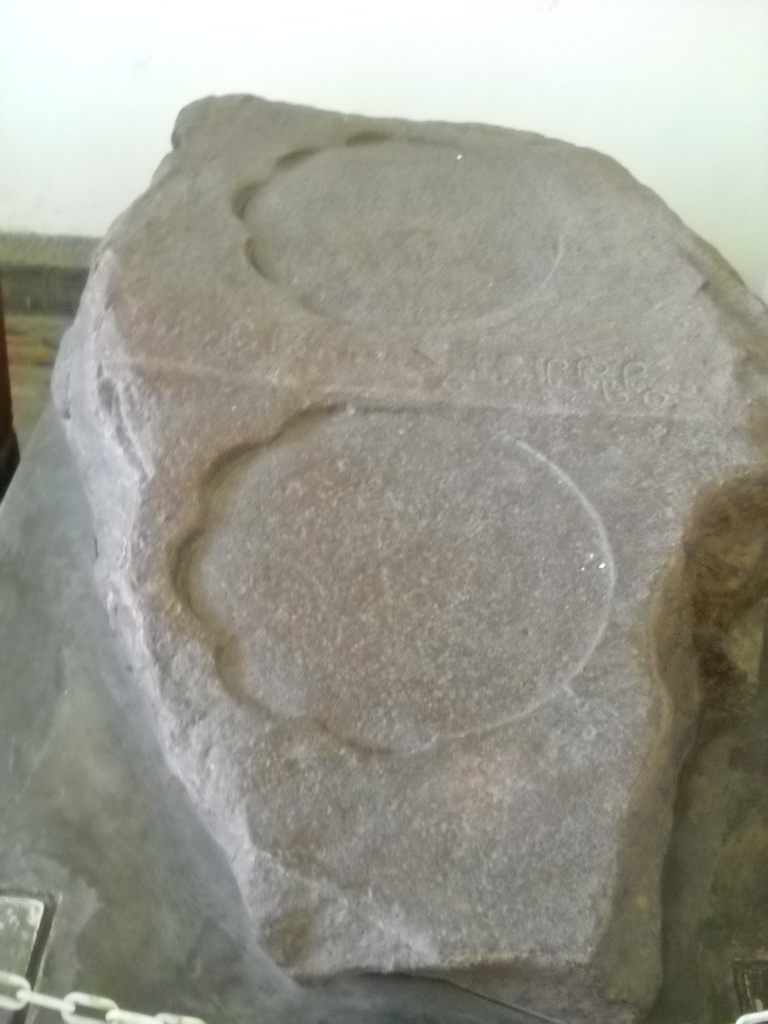
L'inscription de Kebon Kopi I

Non loin de Ciaruteun se trouve l'inscription de Kebon Kopi I, accompagnée d'une paire d'empreintes d'éléphant attribuées à Purnawarman, comparé à l'éléphant Airwata.

#### Jambu

L'inscription de Jambu

Dans le hameau de Pasir Koleangkak, district de Nanggung, kabupaten de Bogor (0° 15′ 46″ S, 6° 34′ 08″ E), Jonathan Rigg a trouvé en 1854 dans la plantation d'hévéas de Sadeng-Djamboe une bloc de pierre de 2 à 3 mètres de côté portant une inscription de deux lignes accompagnée d'une paire d'empreintes de pied. 
L'inscription de Jambu n'a été étudiée pour la première fois qu'en 1954. Elle est rédigée en écriture pallava et en langue sanskrite, dans un mètre appelé Sragdhara. Elle mentionne le nom du roi Purnawarman qui règne sur le Tarumanagara. Le texte en est le suivant :
- siman=data krtajnyo narapatir=asamo yah pura tarumayam
- nama sri purnnavarmma pracura ri pusara bhedya bikhyatavarmmo
- tasyedam= pada vimbadvayam= arinagarot sadane nityadaksam
- bhaktanam yandripanam= bhavati sukhakaram salyabhutam ripunam

qu'on peut traduire par :
"Fier, impressionnant et fidèle son devoir est l'inégalé et célèbre souverain des hommes Sri Purnawarman qui une fois dans le temps (commandait) à Taruma et dont la fameuse tunique ne peut être transpercée par les armes de l'ennemi. Ceci est une paire d'empreintes de ses pieds qui toujours attaqueront les villes de l'ennemi, hommage aux princes, mais épine dans la chair de ses ennemis."

#### Cidanghiang
Dans la région de Lebak, dans le village de Cidanghiang, à 120 km au sud-ouest de Jakarta, dans la province de Banten, on a trouvé une inscription de deux lignes qui loue Purnawarman, déclaré comme un exemple pour les souverains du monde entier, et identifié à Vishnu.

#### Muara Cianten
Dans la région de Bogor, dans le village de Muara Cianten sur le fleuve Cisadane, N. W. Hoepermans a découvert en 1864 un bloc de pierre de 2,70 m x 1,40 m x 1,40 m portant des de dessins qu'on n'a pas encore pu déchiffrer.

#### Pasir Awi
Sur le flanc sud de la colline de Pasir Awi dans la région de Bogor, N.W. Hoepermans a également découvert en 1864 une pierre qui porte des dessins de branchages et de feuilles, ainsi qu'une paire d'empreintes de pied.

## Faxian
Le moine bouddhiste chinois Faxian, rentrant d'Inde en Chine, fait une escale forcée en 413 à "Ye-po-ti", c'est-à-dire "Yavadvipa", nom que les Indiens donnaient à l'île de Java à l'époque. Ce nom, qui signifie "l'île du millet", est attesté dans l'épopée indienne du Ramayana, écrite entre le IIIe siècle av. J.-C. et le IIIe siècle ap. J.-C. On ne sait dans quel port il a jeté l'ancre et rien n'indique que ce soit Tarumanagara. Ce qui est certain, c'est qu'on ne connaît pas d'autre État organisé à Java pour cette époque.
Faxian décrit un royaume dont les habitants suivent les enseignements hindouistes et bouddhistes. Il mentionne également une troisième religion, qu'il qualifie de "sale".

## La fin de Tarumanagara
À ce jour, on ne sait pas quand Tarumanagara disparaît. L'inscription de Kota Kapur, trouvée sur l'île de Bangka à l'est de Sumatra, et datée de 686, dit que Sriwijaya a fait ce qu'il fallait pour soumettre Java.
Selon certaines sources, Tarumanagara aurait été suffisamment puissant pour contrôler les détroits de la Sonde et de Malacca par lesquels transitait un important commerce maritime. En 689, une défaite navale devant la cité-état de Sriwijaya dans le sud de Sumatra lui aurait fait alors perdre cette hégémonie au profit d'une nouvelle puissance de l'ouest de l'archipel indonésien.

## Syncrétisme religieux
Faxian décrit les habitants de Tarumanagara comme disciples des enseignements hindouistes et bouddhistes. Il mentionne également un culte qui pourrait être une religion traditionnelle.
Purnawarman, identifié à Vishnu, était l'objet d'un culte hindouiste. À partir de 1977, on a découvert des vestiges dans les districts de Cibuaya et Batujaya à l'est de Jakarta, c'est-à-dire la région de Tarumanagara. Des fouilles plus approfondies ont révélé des ensembles de constructions de rite bouddhique, qu'on a datées du Ve siècle. Les deux religions auraient donc coexisté à Java dès cette époque.
On retrouvera cette situation par la suite dans d'autres régions de Java. Les temples construits dans le centre de l'île du VIIIe siècle au Xe siècles sont en effet de rite bouddhique comme Borobudur ou shivaite comme Prambanan, ou présentent des éléments des deux rites. Dans l'est de Java, le Nagarakertagama, un poème écrit en 1365, dit du roi Hayam Wuruk de Majapahit qu'"il est Shiva et Bouddha", et signale l'existence de clergés des deux religions dans le royaume.
Sous les constructions de Batujaya et Cibuaya, on a découvert des structures antérieures, qui pourraient remonter au Ier siècle ap. J.-C. Des fouilles ont été entreprises en 2002 pour obtenir plus d'éléments sur l'histoire de cette région, le "pays de l'indigo".